# ادموند كليفتون ستونر
ادموند كليفتون ستونر (بالإنجليزية: Edmund Clifton Stoner)‏ (و. 1899 – 1968 م) هو فيزيائي من المملكة المتحدة . ولد في سري .
وكان عضواً في الجمعية الملكية .
توفي في ليدز ، عن عمر يناهز 69 عاماً.

## التعليم
تعلم في كلية ايمانويل، كامبريدج (1918–1921)، وجامعة كامبريدج

## مناصب وهيئات
أدار جامعة ليدز (1932–1963).

## جوائز
حصل على جوائز منها:
- زمالة الجمعية الملكية.